# راند ديك
راند ديك هو عالم سياسة كندي، ولد في 1943.